# Асіябсар (Сіяхкаль)
Асіябсар (перс. اسيابسر) — село в Ірані, у дегестані Пір-Кух, у бахші Дейламан, шагрестані Сіяхкаль остану Ґілян. За даними перепису 2006 року, його населення становило 103 особи, що проживали у складі 29 сімей.

## Клімат
Середня річна температура становить 8,75 °C, середня максимальна – 24,38 °C, а середня мінімальна – -8,70 °C. Середня річна кількість опадів – 332 мм.
| Клімат поселення                              | Клімат поселення | Клімат поселення | Клімат поселення | Клімат поселення | Клімат поселення | Клімат поселення | Клімат поселення | Клімат поселення | Клімат поселення | Клімат поселення | Клімат поселення | Клімат поселення | Клімат поселення |
| Показник                                      | Січ.             | Лют.             | Бер.             | Квіт.            | Трав.            | Черв.            | Лип.             | Серп.            | Вер.             | Жовт.            | Лист.            | Груд.            |                  |
| Середній максимум, °C                         | 2,39             | 3,69             | 5,86             | 12,60            | 18,02            | 22,30            | 24,38            | 24,24            | 20,48            | 16,64            | 10,78            | 5,18             |                  |
| Середня температура, °C                       | −3,16            | −1,85            | 0,31             | 7,05             | 12,47            | 16,75            | 19,67            | 19,54            | 15,78            | 11,92            | 6,07             | 0,47             |                  |
| Середній мінімум, °C                          | −8,7             | −7,41            | −5,24            | 1,50             | 6,92             | 11,20            | 14,97            | 14,84            | 11,07            | 7,22             | 1,38             | −4,23            |                  |
| Норма опадів, мм                              | 32               | 36               | 57               | 45               | 36               | 11               | 9                | 6                | 7                | 24               | 32               | 37               |                  |
| Середньомісячна швидкість вітру, м/с          | 1.95             | 2.52             | 2.65             | 3.15             | 2.78             | 2.31             | 2.35             | 2.24             | 2.01             | 2.26             | 2.09             | 2.06             |                  |
| Середньомісячна сонячна радіація, кДж/м²·день | 7961             | 10433            | 12890            | 16995            | 21143            | 24300            | 24508            | 21759            | 18243            | 13086            | 9607             | 7631             |                  |
| --------------------------------------------- | ---------------- | ---------------- | ---------------- | ---------------- | ---------------- | ---------------- | ---------------- | ---------------- | ---------------- | ---------------- | ---------------- | ---------------- | ---------------- |
| Джерело:                                      |                  |                  |                  |                  |                  |                  |                  |                  |                  |                  |                  |                  |                  |